# Uniono por la Linguo Internaciona Ido
Az Uniono por la Linguo Internaciona Ido (rövidítve ULI, magyarul Egyesület az Ido nemzetközi nyelvért) az ido nyelvi mozgalom hivatalos szövetsége. Székhelye Amszterdam, Hollandia. Legfőbb funkciói a nyelv hirdetése, az ido beszélők éves kongresszusának szervezése és az 1908-ban Louis Couturat által indított Progreso (haladás) újság működtetése. Jelenleg 23 országból vannak tagjai.

## Szervezetei
A következő szervezetei vannak az ULI-nak:
- Igazgató bizottság
- Nyelvi bizottság
- Nemzeti képviselők

### Igazgató bizottság
Az igazgató bizottság adminisztrálja az Uniót és képviseli azt hivatalos ügyeiben. Az elnök és a titkár ír alá az Unió nevében. A Bizottság legfeljebb 15 emberből áll. A Bizottságot négy évre választják meg.
Tagjai (2011 végén megválasztva):
- Elnök: Anvarzhon Zhurajev (Spanyolország/Észtország)
- Alelnök: Steve Walesch (Luxemburg)
- Titkár: Thomas Schmidt (Németország)
- Titkárhelyettes: Loïc Landais (Franciaország)
- Pénztáros: Marion Kasper (Németország)
- Nyelvi ügyek titkára: Tiberio Madonna (Olaszország)
- Hivatal nélküli tag: Donald Gasper (Kína)
- Hivatal nélküli tag: Jean Martignon (Franciaország)
- Hivatal nélküli tag: Eberhard Scholz (Németország)
- Hivatal nélküli tag: Hans Stuifbergen (Hollandia)

- Tiszteletbeli elnök: Günter Anton (Németország)
- Tiszteletbeli tag: Franz Regnier (Belgium)

### Nyelvi bizottság
A nyelvi bizottság ajánlatot tesz az igazgató bizottságnak a megvitatandó nyelvi kérdésekre. Ez például lehet egy új szó felvételének ajánlása.

### Nemzeti képviselők
A nemzeti képviselők képviselik a saját országukat.

## Fordítás
- Ez a szócikk részben vagy egészben  az   Uniono por la Linguo Internaciona Ido című angol Wikipédia-szócikk fordításán alapul.  Az eredeti cikk szerkesztőit annak laptörténete sorolja fel. Ez a jelzés csupán a megfogalmazás eredetét és a szerzői jogokat jelzi, nem szolgál a cikkben szereplő információk forrásmegjelöléseként.
- Ez a szócikk részben vagy egészben  az   Uniono por la Linguo Internaciona Ido című ido Wikipédia-szócikk fordításán alapul.  Az eredeti cikk szerkesztőit annak laptörténete sorolja fel. Ez a jelzés csupán a megfogalmazás eredetét és a szerzői jogokat jelzi, nem szolgál a cikkben szereplő információk forrásmegjelöléseként.

## Külső hivatkozások
- Weboldala